# Adliye, Arifiye
Adliye là một xã thuộc quận Arifiye, tỉnh Sakarya, Thổ Nhĩ Kỳ. Dân số thời điểm năm 2008 là 960 người.